# 2011年NBA选秀
2011年NBA选秀（2011 NBA Draft）于2011年6月23日在美國新澤西州纽瓦克的普天寿中心举行。此次选秀于美国东部夏令时晚间7:00（2300 UTC）举行，在全美由ESPN播出。在这次选秀中，國家籃球協會各队轮流从业余美国大学篮球球员和其他符合选秀资格（含国际球员）的球员中挑选新秀。克里夫兰骑士获得了状元签，他们选择了来自杜克大学的控球后卫凯里·欧文。在全部60名选秀球员中，共有7名一年级生、7位二年级生、14位三年级生、19名四年级生、12名無美国大学篮球经历的海外球员以及1名来自美国国家篮球发展联盟的球员。
2011年的NBA选秀也是新泽西篮网的最后一次NBA选秀。在2011-12赛季结束后，球队搬迁到纽约布鲁克林区，并更名为布鲁克林篮网。篮网队在2012年NBA选秀中改用新名称。

## 選秀籤抽取
选秀的前14个签位归属于未入围2011年NBA季後賽的球队，而具体顺序需由抽签决定。抽签会决定获得选秀中头三个签位的球队。首轮余下的选秀权和次轮选秀权都会根据前一赛季的胜负记录从弱到强逆序分配。由于出现胜负记录相同的情况，NBA事先在2011年4月15日举行一次随机抽签来决出先后顺序。
抽签于2011年5月17日在新泽西州锡考克斯举行。克里夫兰骑士由于获得了洛杉矶快船的首轮选秀权而最终赢得抽签。骑士在抽签中胜率为22.7%，其中有19.9%的几率由本队抽中，2.8%的几率来由快船抽中。但是他们最终的获胜签来自于快船，尽管其胜率明显要小很多。明尼苏达森林狼在上一赛季战绩最差，本来有赢得抽签的最大几率，但最终只抽到第二顺位签。犹他爵士由于获得了新泽西篮网的首轮选秀权，最终获得了第三顺位签。
下表列出了在2011年选秀抽签中，各队抽到某一特定签位的概率，近似到小数点后三位。
| ^ | 表示实际抽签结果 |

| 球队            | 2010–11赛季战绩 | 抽签概率 | 顺位  | 顺位  | 顺位  | 顺位  | 顺位  | 顺位  | 顺位  | 顺位  | 顺位  | 顺位  | 顺位  | 顺位  | 顺位  | 顺位  |
| 球队            | 2010–11赛季战绩 | 抽签概率 | 1     | 2     | 3     | 4     | 5     | 6     | 7     | 8     | 9     | 10    | 11    | 12    | 13    | 14    |
| --------------- | --------------- | -------- | ----- | ----- | ----- | ----- | ----- | ----- | ----- | ----- | ----- | ----- | ----- | ----- | ----- | ----- |
| 明尼苏达森林狼  | 17–65           | 250      | .250  | .215^ | .178  | .357  | —     | —     | —     | —     | —     | —     | —     | —     | —     | —     |
| 克里夫兰骑士    | 19–63           | 199      | .199  | .188  | .171  | .319^ | .123  | —     | —     | —     | —     | —     | —     | —     | —     | —     |
| 多伦多猛龙      | 22–60           | 156      | .156  | .157  | .156  | .226  | .265^ | .040  | —     | —     | —     | —     | —     | —     | —     | —     |
| 华盛顿奇才      | 23–59           | 119      | .119  | .126  | .133  | .099  | .351  | .161^ | .013  | —     | —     | —     | —     | —     | —     | —     |
| 沙加緬度國王    | 24–58           | 76       | .076  | .084  | .095  | —     | .261  | .386  | .093^ | .004  | —     | —     | —     | —     | —     | —     |
| 布鲁克林篮网[1] | 24–58           | 75       | .075  | .083  | .094^ | —     | —     | .413  | .294  | .039  | .001  | —     | —     | —     | —     | —     |
| 底特律活塞      | 30–52           | 43       | .043  | .049  | .058  | —     | —     | —     | .599  | .232^ | .018  | .000  | —     | —     | —     | —     |
| 洛杉矶快船[2]   | 32–50           | 28       | .028^ | .033  | .039  | —     | —     | —     | —     | .725  | .168  | .008  | .000  | —     | —     | —     |
| 夏洛特山猫      | 34–48           | 17       | .017  | .020  | .024  | —     | —     | —     | —     | —     | .813^ | .122  | .004  | .000  | —     | —     |
| 密尔沃基雄鹿    | 35–47           | 11       | .011  | .013  | .016  | —     | —     | —     | —     | —     | —     | .870^ | .089  | .002  | .000  | —     |
| 金州勇士        | 36–46           | 8        | .008  | .009  | .012  | —     | —     | —     | —     | —     | —     | —     | .907^ | .063  | .001  | .000  |
| 犹他爵士        | 39–43           | 7        | .007  | .008  | .010  | —     | —     | —     | —     | —     | —     | —     | —     | .935^ | .039  | .000  |
| 菲尼克斯太阳    | 40–42           | 6        | .006  | .007  | .009  | —     | —     | —     | —     | —     | —     | —     | —     | —     | .960^ | .018  |
| 休斯敦火箭      | 43–39           | 5        | .005  | .006  | .007  | —     | —     | —     | —     | —     | —     | —     | —     | —     | —     | .982^ |

## 选秀
| G | 后卫 | PG | 控球后卫 | SG | 得分后卫 | F | 前锋 | SF | 小前锋 | PF | 大前锋 | C | 中锋 |

| ^ | 表示此球员已被列入篮球名人堂                 |
| * | 表示此球员被选入参加全明星赛并进入全明星阵容 |
| + | 表示此球员被选入参加全明星赛                 |
| x | 表示此球员进入全明星阵容                     |
| ~ | 表示此球员被選為年度新人王                   |
| # | 表示此球员从未在NBA打球                      |

| 轮数 | 签位 | 球员                | 场上位置 | 国籍           | 球队                                                                                          | 学校/俱乐部                              |
| ---- | ---- | ------------------- | -------- | -------------- | --------------------------------------------------------------------------------------------- | ---------------------------------------- |
| 1    | 1    | 凯里·欧文+~*        | PG       | [a]            | 克里夫兰骑士（来自洛杉矶快船）[a]                                                             | 杜克大学（一年级）                       |
| 1    | 2    | 德里克·威廉姆斯     | PF       | 美国           | 明尼苏达森林狼                                                                                | 亚利桑那大学（二年级）                   |
| 1    | 3    | 埃内斯·坎特         | C        | 土耳其[b]      | 犹他爵士（来自新泽西篮网）[b]                                                                 | 肯德基大学（一年级）[c]                  |
| 1    | 4    | 特里斯坦·汤普森     | PF       | 加拿大         | 克里夫兰骑士                                                                                  | 得克萨斯大学（一年级）                   |
| 1    | 5    | 尤纳斯·瓦兰休纳斯   | C        | 立陶宛         | 多伦多猛龙[c]                                                                                 | 利杜禾斯篮球俱乐部（立陶宛）             |
| 1    | 6    | 揚·韋塞利           | PF       | 捷克           | 华盛顿奇才                                                                                    | 游击队篮球俱乐部（塞尔维亚）             |
| 1    | 7    | 俾斯麦·比永博       | C        | 刚果民主共和国 | 沙加緬度國王（交易到夏洛特山猫）[A]                                                           | 豐拉夫拉達（西班牙）                     |
| 1    | 8    | 布兰登·奈特         | PG       | 美国           | 底特律活塞                                                                                    | 肯德基大学（一年级）                     |
| 1    | 9    | 坎巴·沃克+          | PG       | 美国           | 夏洛特山猫                                                                                    | 康涅狄格大学（三年级）                   |
| 1    | 10   | 吉默·弗雷戴特       | PG       | 美国           | 密尔沃基雄鹿（交易到沙加緬度國王）[A]                                                         | 杨百翰大学（四年级）                     |
| 1    | 11   | 克雷·汤普森+        | SG       | 美国           | 金州勇士                                                                                      | 华盛顿州立大学（三年级）                 |
| 1    | 12   | 亚历克·伯克斯       | SG       | 美国           | 犹他爵士                                                                                      | 科罗拉多大学（二年级）                   |
| 1    | 13   | 马基夫·莫里斯       | PF       | 美国           | 菲尼克斯太阳                                                                                  | 堪萨斯大学（三年级）                     |
| 1    | 14   | 马库斯·莫里斯       | PF       | 美国           | 休斯敦火箭                                                                                    | 堪萨斯大学（三年级）                     |
| 1    | 15   | 科怀·伦纳德+        | SF       | 美国           | 印第安纳步行者（交易到圣安东尼奥马刺）[B]                                                     | 圣迭戈州立大学（二年级）                 |
| 1    | 16   | 尼古拉·武契維奇+    | C        | 蒙特內哥羅[d]  | 费城76人                                                                                      | 南加州大学（一年级）                     |
| 1    | 17   | 伊曼·尚波特         | SG       | 美国           | 纽约尼克斯                                                                                    | 乔治亚理工学院（三年级）                 |
| 1    | 18   | 克里斯·辛格尔顿     | SF       | 美国           | 华盛顿奇才（来自亚特兰大老鹰）[d]                                                             | 佛罗里达州立大学（三年级）               |
| 1    | 19   | 托比亚斯·哈里斯     | SF       | 美国           | 夏洛特山猫（来自新奥尔良黄蜂，经手波特兰开拓者；[e]交易到密尔沃基雄鹿）[A]                    | 田纳西大学（一年级）                     |
| 1    | 20   | 多纳塔斯·莫泰尤纳斯 | PF       | 立陶宛         | 明尼苏达森林狼（来自孟菲斯灰熊，经手犹他爵士；[f]交易到休斯敦火箭）[C]                        | 特雷维索贝纳通（意大利）                 |
| 1    | 21   | 诺兰·史密斯         | PG       | 美国           | 波特兰开拓者                                                                                  | 杜克大学（四年级）                       |
| 1    | 22   | 肯尼斯·法里德       | PF       | 美国           | 丹佛掘金                                                                                      | 摩海德州立大学（四年级）                 |
| 1    | 23   | 尼古拉·米羅蒂奇     | PF       | 西班牙[e]      | 休斯敦火箭（来自奥兰多魔术，经手菲尼克斯太阳；[g]交易到芝加哥公牛，经手明尼苏达森林狼）[C][D] | 皇家马德里篮球俱乐部（西班牙）           |
| 1    | 24   | 雷吉·杰克逊         | PG       | 美国[f]        | 俄克拉何马城雷霆                                                                              | 波士顿学院（三年级）                     |
| 1    | 25   | 马尚·布鲁克斯       | SG       | 美国           | 波士顿凯尔特人（交易到新泽西篮网）[E]                                                         | 普洛威顿斯学院（四年级）                 |
| 1    | 26   | 乔丹·汉密尔顿       | SG       | 美国           | 达拉斯小牛（交易到丹佛掘金）[F]                                                               | 得克萨斯大学（二年级）                   |
| 1    | 27   | 贾胡安·约翰逊       | PF       | 美国           | 新泽西篮网（来自洛杉矶湖人；[h]交易到波士顿凯尔特人）[E]                                      | 普渡大学（四年级）                       |
| 1    | 28   | 诺里斯·科尔         | PG       | 美国           | 芝加哥公牛（来自迈阿密热火，经手多伦多猛龙；[c]交易到迈阿密热火，经手明尼苏达森林狼）[D][G]   | 克里夫兰州立大学（四年级）               |
| 1    | 29   | 科里·约瑟夫         | PG       | 加拿大         | 圣安东尼奥马刺                                                                                | 得克萨斯大学（一年级）                   |
| 1    | 30   | 吉米·巴特勒*        | SG       | 美国           | 芝加哥公牛                                                                                    | 马奎特大学（四年级）                     |
| 2    | 31   | 博扬·博格丹诺维奇   | SF       | [g]            | 迈阿密热火（来自明尼苏达森林狼；[i]交易到新泽西篮网，经手明尼苏达森林狼）[G][H]               | 费内巴切乌尔卡（土耳其）[h]              |
| 2    | 32   | 贾斯汀·哈珀         | PF       | 美国           | 克里夫兰骑士（交易到奥兰多魔术）[I]                                                           | 里士满大学（四年级）                     |
| 2    | 33   | 凯尔·辛格勒         | SF       | 美国           | 底特律活塞（来自多伦多猛龙）[j]                                                               | 杜克大学（四年级）                       |
| 2    | 34   | 谢尔文·马克         | PG       | 美国           | 华盛顿奇才                                                                                    | 巴特勒大学（三年级）                     |
| 2    | 35   | 泰勒·霍尼卡特       | SF       | 美国           | 沙加緬度國王                                                                                  | 加州大学洛杉矶分校（二年级）             |
| 2    | 36   | 乔丹·威廉姆斯       | PF       | 美国           | 布鲁克林篮网                                                                                  | 马里兰大学（二年级）                     |
| 2    | 37   | 崔·湯普金斯         | PF       | 美国           | 洛杉矶快船（来自底特律活塞）[k]                                                               | 乔治亚大学（三年级）                     |
| 2    | 38   | 钱德勒·帕森斯       | SF       | 美国           | 休斯敦火箭（来自洛杉矶快船）[l][C]                                                            | 佛罗里达大学（四年级）                   |
| 2    | 39   | 杰里米·泰勒         | PF       | 美国           | 夏洛特山猫（交易到金州勇士）[J]                                                               | 东京阿帕奇（日本）                       |
| 2    | 40   | 乔恩·洛伊尔         | PF       | 美国           | 密尔沃基雄鹿                                                                                  | 威斯康星大学（四年级）                   |
| 2    | 41   | 达柳斯·莫里斯       | PG       | 美国           | 洛杉矶湖人（来自金州勇士，经手新泽西篮网）[h]                                                 | 密歇根大学（二年级）                     |
| 2    | 42   | 戴维斯·贝坦斯       | SF       | 拉脫維亞       | 印第安纳步行者（交易到圣安东尼奥马刺）[B]                                                     | 奥林匹亚联盟篮球俱乐部（斯洛文尼亚）     |
| 2    | 43   | 马尔科姆·李         | SG       | 美国           | 芝加哥公牛（来自犹他爵士；[m]交易到明尼苏达森林狼）[D]                                        | 加州大学洛杉矶分校（三年级）             |
| 2    | 44   | 查尔斯·詹金斯       | PG       | 美国           | 金州勇士（来自菲尼克斯太阳，经手芝加哥公牛）[n]                                               | 霍夫斯特拉大学（四年级）                 |
| 2    | 45   | 约什·哈雷尔森       | C        | 美国           | 新奥尔良黄蜂（来自费城76人；[o]交易到纽约尼克斯）[K]                                          | 肯塔基大学（四年级）                     |
| 2    | 46   | 安德鲁·古德洛克     | PG       | 美国           | 洛杉矶湖人（来自纽约尼克斯）[p]                                                               | 查尔斯顿学院（四年级）                   |
| 2    | 47   | 查韦斯·莱斯利       | SG       | 美国           | 洛杉矶快船（来自休斯敦火箭）[l]                                                               | 乔治亚大学（三年级）                     |
| 2    | 48   | 基斯·本森           | C        | 美国           | 亚特兰大老鹰                                                                                  | 奥克兰大学（四年级）                     |
| 2    | 49   | 约什·塞尔比         | PG       | 美国           | 孟菲斯灰熊                                                                                    | 堪萨斯大学（一年级）                     |
| 2    | 50   | 拉沃伊·阿伦         | PF       | 美国           | 费城76人（来自新奥尔良黄蜂）[o]                                                               | 天普大学（四年级）                       |
| 2    | 51   | 乔·迪布莱尔#        | SG       | 美国           | 波特兰开拓者                                                                                  | 俄亥俄州立大学（四年级）                 |
| 2    | 52   | 弗农·马克林         | PF       | 美国           | 底特律活塞（来自丹佛掘金）[q]                                                                 | 佛罗里达大学（四年级）                   |
| 2    | 53   | 德安德烈·莱金斯     | SG       | 美国           | 奥兰多魔术                                                                                    | 肯塔基大学（三年级）                     |
| 2    | 54   | 米兰·马奇万#        | PF       | 塞爾維亞[i]    | 克里夫兰骑士（来自俄克拉何马城雷霆，经手迈阿密热火）[r]                                       | 特拉维夫马卡比篮球俱乐部（以色列）       |
| 2    | 55   | 伊托万·摩尔         | SG       | 美国           | 波士顿凯尔特人                                                                                | 普渡大学（四年级）                       |
| 2    | 56   | 查库迪贝尔·马达姆#  | PF       | 奈及利亞       | 洛杉矶湖人（交易到丹佛掘金）[L]                                                               | 贝克斯菲尔德果酱（美国国家篮球发展联盟） |
| 2    | 57   | 塔尔古伊·贡博#      | SF       | [j]            | 达拉斯小牛（交易到波特兰开拓者）[F]                                                           | 赖扬体育俱乐部（卡塔尔）                 |
| 2    | 58   | 阿特·马佐科#        | PF       | [k]            | 洛杉矶湖人（来自迈阿密热火）[s]                                                               | 黄金海岸火焰（澳大利亚）                 |
| 2    | 59   | 亚当·翰加#          | SG       | 匈牙利         | 圣安东尼奥马刺                                                                                | 曼雷萨（西班牙）[l]                      |
| 2    | 60   | 以赛亚·托马斯*      | PG       | 美国           | 沙加緬度國王（来自芝加哥公牛，经手密尔沃基雄鹿）[t]                                           | 华盛顿大学（三年级）                     |

## 涉及选秀的交易

### 选秀前交易
在选秀日之前，各队之间进行了如下交易，导致选秀权的易手。
- a 1 2 2011年2月24日，在克里夫兰骑士与洛杉矶快船的交易中，骑士送出莫里斯·威廉姆斯和贾马里奥·穆恩，从快船处换得貝倫·戴維斯以及一个2011年首轮选秀权。[21]

- b 1 2 2011年2月23日，在犹他爵士与新泽西篮网的交易中，爵士送出德隆·威廉姆斯，从篮网处换得德文·哈里斯、德里克·费佛斯、篮网2011年首轮选秀权以及金州勇士2012年首轮选秀权。[22]

- c 1 2 2011年2月22日，在芝加哥公牛与多伦多猛龙的交易中，公牛送出詹姆斯·约翰逊，从猛龙处换得迈阿密热火2011年首轮选秀权（第28顺位）。[23]之前，2010年7月9日，在猛龙与热火的交易中，猛龙送出克里斯·波什，从热火处重新拿回自己2011年首轮选秀权（第5顺位），同时还获得了热火2011年首轮选秀权（第28顺位）以及一个交易特例。[24]在此之前，2009年2月14日，热火在送出肖恩·马里昂、马库斯·班克斯以及现金报酬后，从猛龙换得杰梅因·奥尼尔、贾马里奥·穆恩、一个2011年首轮选秀权（第5顺位）以及一个2010年次轮选秀权。[25]

- d 2011年2月23日，在华盛顿奇才与亚特兰大老鹰的交易中，奇才送出了柯克·韓瑞克和希尔顿·阿姆斯特朗，从老鹰处换得迈克·毕比、莫里斯·埃文斯、乔丹·克劳福德以及一个2011年首轮选秀权。[26]

- e 2011年2月23日，在夏洛特山猫与波特兰开拓者的交易中，山猫送出杰拉德·华莱士，从开拓者处换得乔尔·普尔兹比拉（英语：Joel Przybilla）、丹特·康宁汉姆、西恩·马克斯、新奥尔良黄蜂2011年首轮选秀权、开拓者2013年附条件首轮选秀权以及现金补偿。[27]在此之前，2010年10月23日，在开拓者与黄蜂的交易中，开拓者送出杰里德·贝勒斯，从黄蜂处获得一个2011年首轮选秀权。[28]

- f 2010年7月13日，在明尼苏达森林狼和犹他爵士的交易中，森林狼送出艾尔·杰弗逊，从爵士处换得科斯塔·库佛斯、孟菲斯灰熊的2011年首轮选秀权以及爵士2012年附条件的首轮选秀权。[29]在此之前，2010年2月18日，在爵士和灰熊的交易中，爵士送出羅尼·布魯爾，从灰熊处得到了一个2011年首轮选秀权。[30]

- g 2011年2月24日，在休斯敦火箭与菲尼克斯太阳的交易中，火箭送出阿伦·布鲁克斯，从太阳处换得戈蘭·達拉積和奥兰多魔术的2011年首轮选秀权。[31]在此之前，2010年12月18日，在太阳与魔术的交易中，太阳送出贾森·理查德森、希達耶特·特克魯和厄尔·克拉克，从魔术处换得文斯·卡特、马尔钦·戈塔特、迈克尔·皮特鲁斯、一个2011年首轮选秀权以及现金补偿。[32]

- h 1 2 2010年12月15日，在一场由新泽西篮网、洛杉矶湖人、休斯敦火箭进行的三方交易中，篮网从湖人处换得萨沙·武贾西奇和一个2011年首轮选秀权；湖人则从篮网处换得乔·史密斯、金州勇士的2011年次轮选秀权以及芝加哥公牛的2012年次轮选秀权。[33]在此之前，作为将原本约定2011年送出的附条件首轮选秀权延后到至少2012年的补偿，篮网从勇士处获得了一个2011年次轮选秀权。[34]在2008年7月22日进行的最初交易中，篮网送出马库斯·威廉姆斯，从金州勇士处换得一个2011年附条件首轮选秀权。[35]

- i 2010年7月12日，在迈阿密热火与明尼苏达森林狼的交易中，热火送出迈克尔·比斯利，从森林狼处换得2011年、2014年次轮选秀权以及现金补偿。[36]

- j 2007年6月15日，在底特律活塞与多伦多猛龙的交易中，活塞送出卡洛斯·德尔菲诺，从猛龙处换得2009年、2011年次轮选秀权。[37]

- k 2009年2月16日，在洛杉矶快船与底特律活塞的交易中，快船送出一个2013年附条件次轮选秀权，从活塞处换得亚利克斯·阿克和一个2011年次轮选秀权。[38]

- l 1 2 2008年8月6日，在休斯敦火箭和洛杉矶快船的交易中，火箭送出史蒂夫·诺瓦克，从快船处得到一个2011年次轮选秀权的置换权。[39]在2011年次轮选秀中，该置换权被执行。

- m 2010年7月8日，在芝加哥公牛与犹他爵士的交易中，公牛送出一个交易特例，从爵士处换得卡洛斯·布泽尔和一个2011年次轮选秀权。[40]

- n 2010年7月22日，在金州勇士与芝加哥公牛的交易中，勇士送出C·J·华生（英语：C. J. Watson），从公牛处得到菲尼克斯太阳的2-11年次轮选秀权以及一个交易特例。[41]在此之前，2010年7月9日，在公牛与太阳的交易中，公牛送出哈基姆·瓦里克（英语：Hakim Warrick），从太阳处换得一个次轮选秀权。[42]

- o 1 2 2010年9月29日，在新奥尔良黄蜂与费城76人的交易中，黄蜂送出达瑞斯·桑贾拉（英语：Darius Songaila）和克雷格·布莱金斯，从76人处换得威利·格林、杰森·史密斯以及2011年次轮选秀权的置换权。[43]在2011年次轮选秀中，该置换权被执行。

- p 2009年6月26日，在洛杉矶湖人与纽约尼克斯的交易中，湖人送出托尼·道格拉斯，从尼克斯处换得一个2011年次轮选秀权以及现金补偿。[44]

- q 2009年7月13日，在底特律活塞与丹佛掘金的交易中，活塞送出阿隆·阿法拉罗、沃尔特·夏普以及现金补偿，从掘金处换得一个2011年次轮选秀权。 [45]

- r 2010年7月10日，在克里夫兰骑士与迈阿密热火的先签后换交易中，骑士送出勒布朗·詹姆斯，从热火换得两个首轮选秀权、来自黄蜂的2012年次轮选秀权、来自俄克拉何马城雷霆的未来次轮选秀权、在2012年首轮选秀权的置换权以及一个交易例外。[46]在此之前，2010年6月24日，在热火与雷霆的交易中，热火送出拉塔维奥斯·威廉姆斯（英语：Latavious Williams）的选秀权，得到一个2011年次轮选秀权。[47]

- s 2009年6月26日，在洛杉矶湖人与纽约尼克斯的交易中，湖人送出帕特里克·贝弗利的选秀权，从尼克斯处得到了一个2011年次轮选秀权以及现金补偿。[48]

- t 2010年7月21日，在沙加緬度國王与密尔沃基雄鹿的交易中，国王送出琼·布罗克曼，从雄鹿处换得达内尔·杰克逊和一个2011年次轮选秀权。[49]在此之前，2010年2月18日，在雄鹿与芝加哥公牛的交易中，雄鹿送出哈基姆·瓦里克（英语：Hakim Warrick）和乔·亚历山大，从公牛处换得约翰·萨尔蒙斯（英语：John Salmons）、2010年首轮选秀权的置换权、2011和2012年次轮选秀权。[50]

### 选秀日交易
在选秀日当天，球队之间就选秀球员达成了如下交易。
- A 1 2 3 在一场三方交易中，夏洛特山猫从密尔沃基雄鹿处得到了科里·马盖蒂，从沙加緬度國王处得到了第7顺位新秀俾斯麦·比永博的选秀权； 国王从雄鹿处得到了约翰·萨尔蒙斯（英语：John Salmons）以及第10顺位新秀吉默·弗雷戴特的选秀权；雄鹿从国王处得到了贝诺·乌德里，从山猫处得到了斯蒂芬·杰克逊、尚恩·李文斯頓以及第19顺位新秀托比亚斯·哈里斯的选秀权。[53]

- B 1 2 在印第安纳步行者与圣安东尼奥马刺的交易中，步行者送出了第15顺位新秀科怀·伦纳德、第42顺位新秀戴维斯·贝坦斯的选秀权，以及2005年NBA选秀时的第46顺位新秀埃拉扎姆·罗贝克的签约权，从马刺处换得乔治·希尔。[54]

- C 1 2 3 在休斯敦火箭与明尼苏达森林狼的交易中，火箭送出布拉德·米勒，第23顺位新秀尼克斯拉·米罗蒂奇、第38顺位新秀钱德勒·帕森斯的选秀权以及未来一个首轮选秀权，从森林狼处换得乔尼·弗林、第20顺位新秀多纳塔斯·莫泰尤纳斯的选秀权以及一个2012年的次轮选秀权。火箭之后又通过支付现金报酬重新得到对于帕森斯的选秀权。[55]

- D 1 2 3 在芝加哥公牛与明尼苏达森林狼的交易中，公牛送出第28顺位新秀诺里斯·科尔、第43顺位马尔科姆·李的选秀权以及现金报酬，从森林狼处换得第23顺位新秀尼克斯拉·米罗蒂奇的选秀权。[55]

- E 1 2 在新泽西篮网与波士顿凯尔特人的交易中，篮网送出了第27顺位新秀贾胡安·约翰逊的选秀权以及一个2014年次轮选秀权，从凯尔特人处换得第25顺位新秀马尚·布鲁克斯的选秀权。[56]

- F 1 2 在一场三方交易中，丹佛掘金从达拉斯小牛处得到了26顺位新秀乔丹·汉密尔顿的选秀权，从波特兰开拓者处得到了安德烈·米勒以及未来的一个次轮选秀权；小牛从开拓者处得到了鲁迪·费尔南德斯、2007年NBA选秀第30顺位新秀佩特里·考波能的选秀权；步行者则从掘金处得到了雷蒙德·费尔顿，从小牛处得到了第57顺位新秀塔尔古伊·贡博的选秀权。[57][58]

- G 1 2 在迈阿密热火与明尼苏达森林狼的交易中，热火送出第31顺位新秀博扬·博格丹诺维奇的选秀权、一个2014年次轮选秀权以及现金报酬，从森林狼处换得第28顺位新秀诺里斯·科尔的选秀权。[55][59]

- H 在新泽西篮网与明尼苏达森林狼的交易中，篮网送出了一个2013年NBA选秀的次轮选秀权以及现金报酬，从森林狼处换得第31顺位新秀博扬·博格丹诺维奇的选秀权。[60]

- I 在奥兰多魔术与克里夫兰骑士的交易中，魔术送出了2013年和2014年的次轮选秀权，从骑士处换得第32顺位新秀贾斯汀·哈珀的选秀权。[61]

- J 在金州勇士与夏洛特山猫的交易中，勇士支付现金报酬，从山猫处换得第39顺位新秀杰里米·泰勒的选秀权。[62]

- K 在纽约尼克斯与新奥尔良黄蜂的交易中，尼克斯支付现金报酬，从黄蜂处换得第45顺位新秀约什·哈雷尔森的选秀权。[63]

- L 在丹佛掘金与洛杉矶湖人的交易中，掘金送出一个未来次轮选秀权，从湖人处换得第56顺位新秀查库迪贝尔·马达姆的选秀权。[64]